# Saint-André-sur-Vieux-Jonc
Saint-André-sur-Vieux-Jonc ist eine französische Gemeinde mit 1.216 Einwohnern (Stand: 1. Januar 2022) im Département Ain in der Region Auvergne-Rhône-Alpes. Sie gehört zum Kanton Ceyzériat im Arrondissement Bourg-en-Bresse. Die Einwohner werden Jonçois genannt.

## Geographie
Die Gemeinde Saint-André-sur-Vieux-Jonc liegt am Vieux Jonc im Nordosten der Seenlandschaft Dombes, etwa acht Kilometer südwestlich von Bourg-en-Bresse in der historischen Provinz Bresse. 
Nachbargemeinden von Saint-André-sur-Vieux-Jonc sind Montracol und Saint-Rémy im Norden, Péronnas im Nordosten, Servas im Osten und Südosten, Saint-Paul-de-Varax im Süden, Saint-André-le-Bouchoux im Südwesten sowie Condeissiat im Westen.

## Bevölkerungsentwicklung
| Jahr                       | 1962 | 1968 | 1975 | 1982 | 1990 | 1999 | 2010 | 2021 |
| Einwohner                  | 577  | 543  | 701  | 887  | 979  | 965  | 1079 | 1211 |
| Quellen: Cassini und INSEE |      |      |      |      |      |      |      |      |

## Sehenswürdigkeiten
- Kirche Saint-André aus dem 12. Jahrhundert
- Schloss Grand Marmont

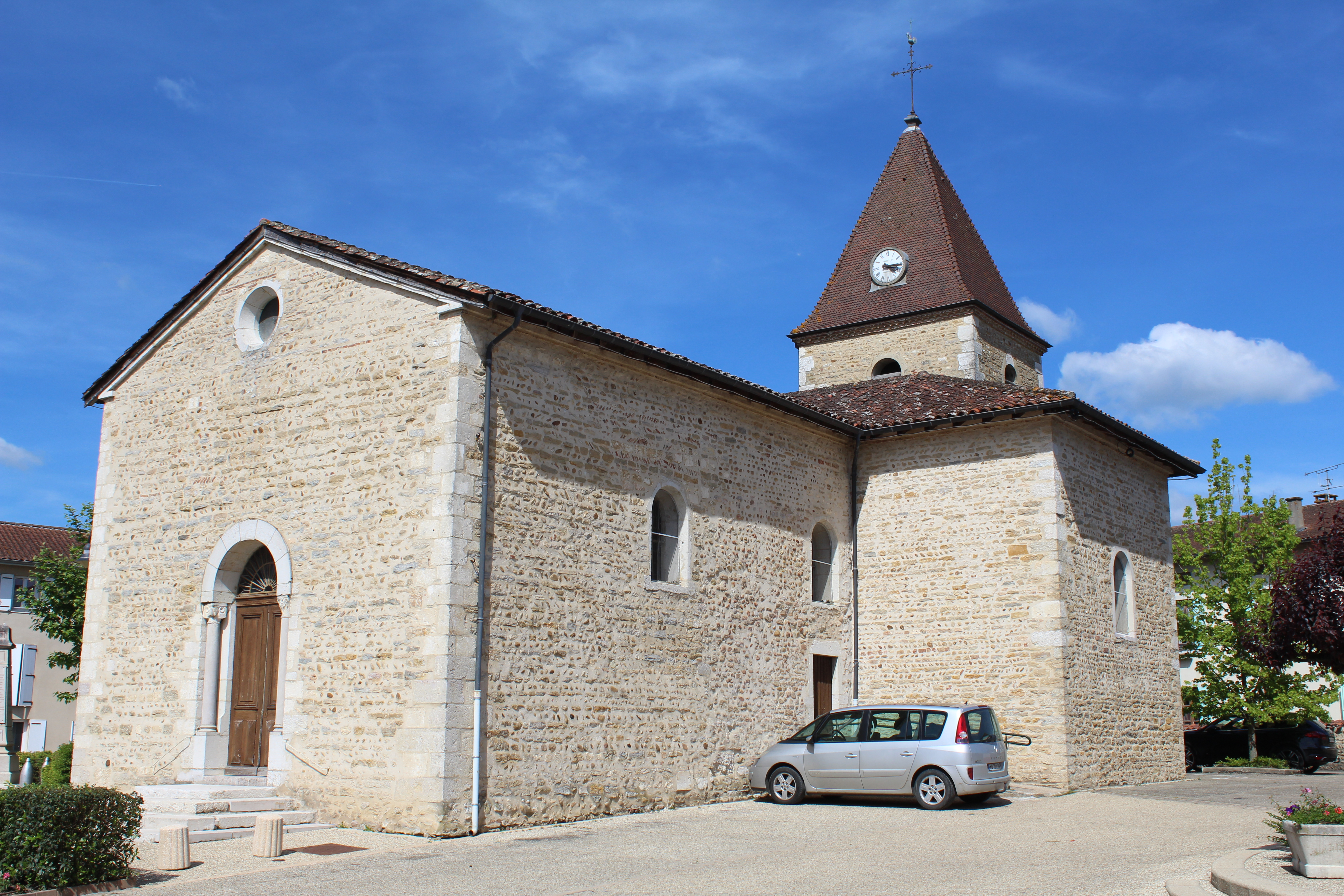
Kirche Saint-André
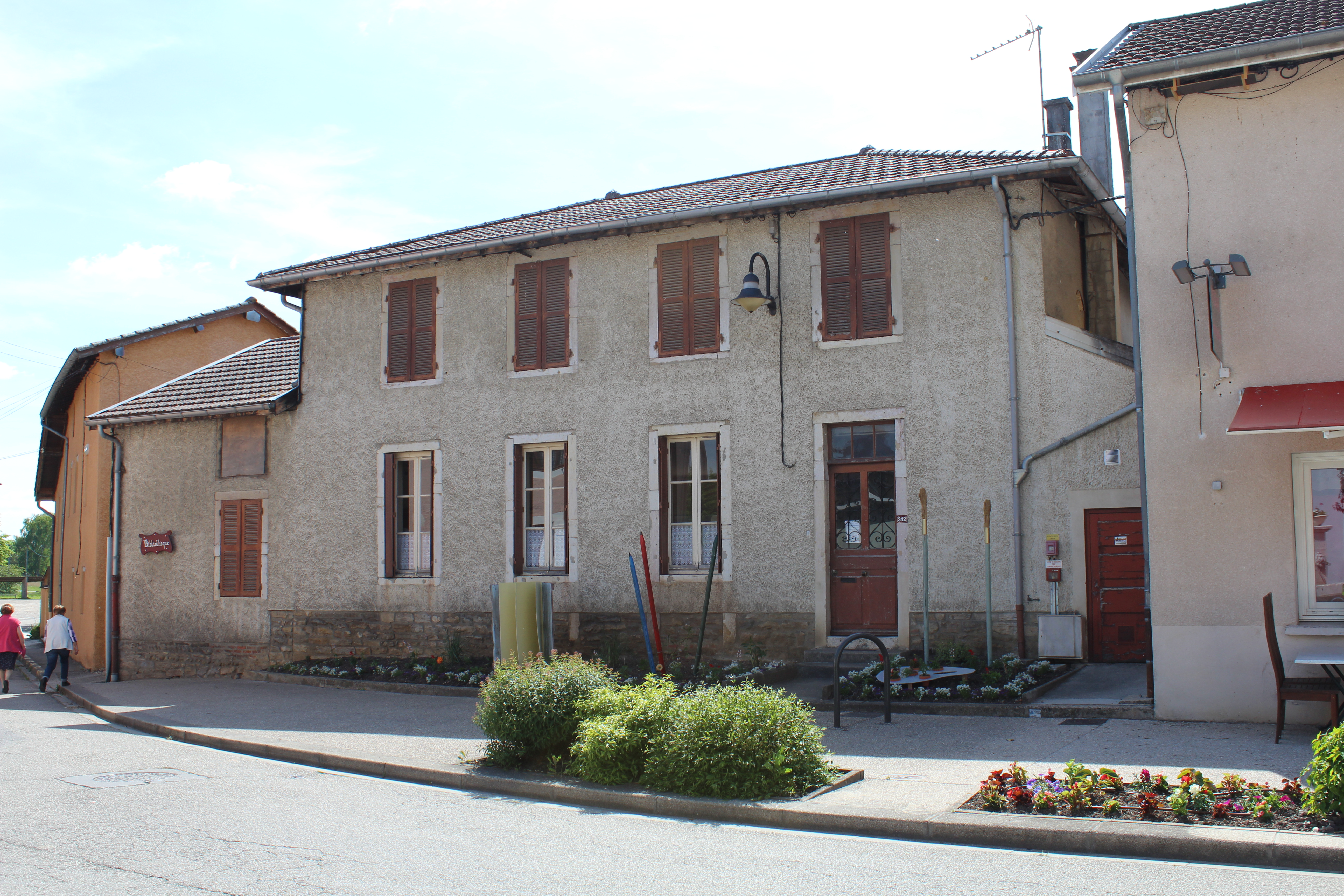
Bibliothek
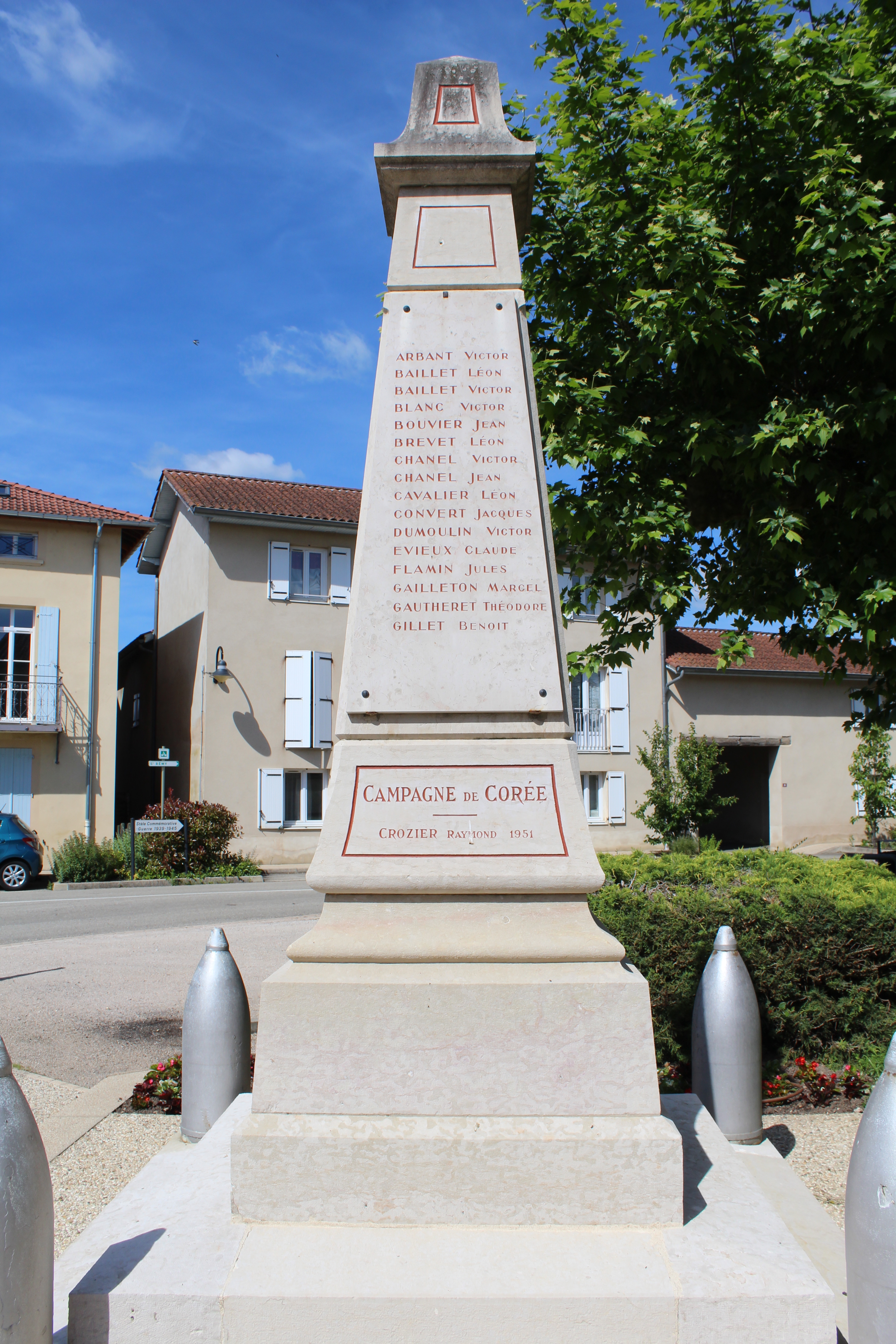
Gefallenendenkmal